# Scrafield
Scrafield är en by i civil parish Mareham on the Hill, i distriktet East Lindsey, i grevskapet Lincolnshire, i England. Byn är belägen 4 km från Horncastle. Scrafield var en civil parish fram till 1936 när blev den en del av Mareham on the Hill. Civil parish hade 24 invånare år 1931.